# 부부감별쇼 리얼리?
《부부감별쇼 리얼리?》는 K-STAR의 예능 프로그램이며, 내용은 대한민국의 유별난 부부들의 일상을 화면으로 보여준 후 이 중에 진짜 부부를 연예인 감별단들이 찾아내는 프로그램이다.
시청가는 15세 이상 시청가이며, 현재 코미디TV와 iHQ DRAMA에서도 재방송 및 편성중이다.

## 같이 보기
- 스타 부부쇼 자기야 (SBS TV)